# Cociente de Fermat
En teoría de números, el cociente de Fermat {\displaystyle q_{p}} de un número entero a con respecto a un número primo impar p se define como
{\displaystyle q_{p}(a)={\frac {a^{p-1}-1}{p}},}
o también
{\displaystyle \delta _{p}(a)={\frac {a-a^{p}}{p}}}.
Este artículo trata sobre la primera definición; para la segunda véase p-derivación. El cociente lleva el nombre del  matemático francés Pierre de Fermat (1601-1665).
Si la base a es coprima respecto al exponente p entonces el pequeño teorema de Fermat afirma que qp(a) será un número entero. Si la base a también es generadora del grupo multiplicativo de enteros módulo p, entonces qp(a) será un número cíclico y p será un número primo largo.

## Propiedades
A partir de la definición, es obvio que
{\displaystyle {\begin{aligned}q_{p}(1)&\equiv 0&&{\pmod {p}}\\q_{p}(-a)&\equiv q_{p}(a)&&{\pmod {p}}\quad ({\text{since }}2\mid p-1)\end{aligned}}}
En 1850, Ferdinand Eisenstein demostró que si a y b son coprimos con respecto a p, entonces:
{\displaystyle {\begin{aligned}q_{p}(ab)&\equiv q_{p}(a)+q_{p}(b)&&{\pmod {p}}\\q_{p}(a^{r})&\equiv rq_{p}(a)&&{\pmod {p}}\\q_{p}(p\mp a)&\equiv q_{p}(a)\pm {\tfrac {1}{a}}&&{\pmod {p}}\\q_{p}(p\mp 1)&\equiv \pm 1&&{\pmod {p}}\end{aligned}}}
Eisenstein comparó las dos primeras de estas congruencias con las propiedades de los logaritmos. Estas propiedades implican que
{\displaystyle {\begin{aligned}q_{p}\!\left({\tfrac {1}{a}}\right)&\equiv -q_{p}(a)&&{\pmod {p}}\\q_{p}\!\left({\tfrac {a}{b}}\right)&\equiv q_{p}(a)-q_{p}(b)&&{\pmod {p}}\end{aligned}}}
En 1895, Dmitry Mirimanoff señaló que una iteración de las reglas de Eisenstein permite obtener el corolario siguiente:
{\displaystyle q_{p}(a+np)\equiv q_{p}(a)-n\cdot {\tfrac {1}{a}}{\pmod {p}}.}
De esto se sigue que:
{\displaystyle q_{p}(a+np^{2})\equiv q_{p}(a){\pmod {p}}.}

## Fórmula de Lerch
M. Lerch demostró en 1905 que
{\displaystyle \sum _{j=1}^{p-1}q_{p}(j)\equiv W_{p}{\pmod {p}}.}
Aquí {\displaystyle W_{p}} es el cociente de Wilson.

## Valores especiales
Eisenstein descubrió que el cociente de Fermat con base 2 podía expresarse en términos de la suma de los recíprocos módulo p de los números que se encuentran en la primera mitad del rango {1, ..., p − 1} :
{\displaystyle -2q_{p}(2)\equiv \sum _{k=1}^{\frac {p-1}{2}}{\frac {1}{k}}{\pmod {p}}.}
Autores posteriores demostraron que el número de términos requeridos en tal representación podría reducirse de 1/2 a 1/4, 1/5 o incluso 1/6:
{\displaystyle -3q_{p}(2)\equiv \sum _{k=1}^{\lfloor {\frac {p}{4}}\rfloor }{\frac {1}{k}}{\pmod {p}}.}
{\displaystyle 4q_{p}(2)\equiv \sum _{k=\lfloor {\frac {p}{10}}\rfloor +1}^{\lfloor {\frac {2p}{10}}\rfloor }{\frac {1}{k}}+\sum _{k=\lfloor {\frac {3p}{10}}\rfloor +1}^{\lfloor {\frac {4p}{10}}\rfloor }{\frac {1}{k}}{\pmod {p}}.}
{\displaystyle 2q_{p}(2)\equiv \sum _{k=\lfloor {\frac {p}{6}}\rfloor +1}^{\lfloor {\frac {p}{3}}\rfloor }{\frac {1}{k}}{\pmod {p}}.}
La serie de Eisenstein también tiene una conexión cada vez más compleja con los cocientes de Fermat con otras bases, siendo los primeros ejemplos:
{\displaystyle -3q_{p}(3)\equiv 2\sum _{k=1}^{\lfloor {\frac {p}{3}}\rfloor }{\frac {1}{k}}{\pmod {p}}.}
{\displaystyle -5q_{p}(5)\equiv 4\sum _{k=1}^{\lfloor {\frac {p}{5}}\rfloor }{\frac {1}{k}}+2\sum _{k=\lfloor {\frac {p}{5}}\rfloor +1}^{\lfloor {\frac {2p}{5}}\rfloor }{\frac {1}{k}}{\pmod {p}}.}

## Primos de Wieferich generalizados
Si qp(a) ≡ 0 (mod p) entonces ap−1 ≡ 1 (mod p2). Los números primos para los que esto es cierto cuando a = 2 se denominan primos de Wieferich. En general, se denominan primos de Wieferich en base a. Las soluciones conocidas de qp(a) ≡ 0 (mod p) para valores pequeños de a son :
| a  | p (comprobado hasta 5 × 1013)                                   | Secuencia OEIS             |
| -- | --------------------------------------------------------------- | -------------------------- |
| 1  | 2, 3, 5, 7, 11, 13, 17, 19, 23, 29, ... (All primes)            | (sucesión A000040 en OEIS) |
| 2  | 1093, 3511                                                      | (sucesión A001220 en OEIS) |
| 3  | 11, 1006003                                                     | (sucesión A014127 en OEIS) |
| 4  | 1093, 3511                                                      |                            |
| 5  | 2, 20771, 40487, 53471161, 1645333507, 6692367337, 188748146801 | (sucesión A123692 en OEIS) |
| 6  | 66161, 534851, 3152573                                          | (sucesión A212583 en OEIS) |
| 7  | 5, 491531                                                       | (sucesión A123693 en OEIS) |
| 8  | 3, 1093, 3511                                                   |                            |
| 9  | 2, 11, 1006003                                                  |                            |
| 10 | 3, 487, 56598313                                                | (sucesión A045616 en OEIS) |
| 11 | 71                                                              |                            |
| 12 | 2693, 123653                                                    | (sucesión A111027 en OEIS) |
| 13 | 2, 863, 1747591                                                 | (sucesión A128667 en OEIS) |
| 14 | 29, 353, 7596952219                                             | (sucesión A234810 en OEIS) |
| 15 | 29131, 119327070011                                             | (sucesión A242741 en OEIS) |
| 16 | 1093, 3511                                                      |                            |
| 17 | 2, 3, 46021, 48947, 478225523351                                | (sucesión A128668 en OEIS) |
| 18 | 5, 7, 37, 331, 33923, 1284043                                   | (sucesión A244260 en OEIS) |
| 19 | 3, 7, 13, 43, 137, 63061489                                     | (sucesión A090968 en OEIS) |
| 20 | 281, 46457, 9377747, 122959073                                  | (sucesión A242982 en OEIS) |
| 21 | 2                                                               |                            |
| 22 | 13, 673, 1595813, 492366587, 9809862296159                      | (sucesión A298951 en OEIS) |
| 23 | 13, 2481757, 13703077, 15546404183, 2549536629329               | (sucesión A128669 en OEIS) |
| 24 | 5, 25633                                                        |                            |
| 25 | 2, 20771, 40487, 53471161, 1645333507, 6692367337, 188748146801 |                            |
| 26 | 3, 5, 71, 486999673, 6695256707                                 |                            |
| 27 | 11, 1006003                                                     |                            |
| 28 | 3, 19, 23                                                       |                            |
| 29 | 2                                                               |                            |
| 30 | 7, 160541, 94727075783                                          |                            |
Para obtener más información, consúltese fermatquotient.com ( y).
Las soluciones más pequeñas de qp(a) ≡ 0 (mod p) con a= n son:
2, 1093, 11, 1093, 2, 66161, 5, 3, 2, 3, 71, 2693, 2, 29, 29131, 1093, 2, 5, 3, 281, 2, 13, 13, 5, 2, 3, 11, 3, 2, 7, 7, 5, 2, 46145917691, 3, 66161, 2, 17, 8039, 11, 2, 23, 5, 3, 2, 3, ... (sucesión A039951 en OEIS)
Un par (p, r) de números primos tales que qp(r) ≡ 0 (mod p) y q' 'r(p) ≡ 0 (mod r) se llama par de Wieferich.